# MTV Africa Music Awards 2015
Die MTV Africa Music Awards 2015 wurden am 18. Juli 2015 im Durban International Convention Centre, KwaZulu-Natal, Südafrika verliehen. Moderator war Anthony Anderson. 
2015 wurde die Kategorie MAMA Evolution Award eingeführt, die an afrikanische Künstler verliehen wurde, die sowohl für die afrikanische Musik in Afrika selbst, als auch weltweit stilprägend waren. Der erste Award dieser Art ging an D’Banj. Sieger des Abends war das Duo P-Square, das nicht nur den Award als Best Group erhielt, sondern auch als Artist of the Decade ausgezeichnet wurde.

## Gewinner und Nominierte
Die Nominierungen wurden am 11. Juni 2015 in Johannesburg verkündet. Die Nominierten für die Kategorie Best international wurden  am 9. Juli verkündet. Die Gewinner wurden per Online-Voting ermittelt.

### Best Male
Davido
- AKA
- Diamond Platnumz
- Sarkodie
- Wizkid

### Best Female
Yemi Alade
- Bucie
- Busiswa
- Seiyi Shay
- Vanessa Mdee

### Best Group
P-Square
- B4
- Beatenberg
- Black Motion
- Sauti Sol

### Best New Act Transformed by Absolut
Patoranking
- Anna Joyce
- Cassper Nyovest
- Duncan
- Stonebwoy

### Best Hip-Hop
Cassper Nyovest
- K.O.
- Phyno
- Olamide
- Youssoupha

### Best Collaboration
- AKA, Burna Boy, Da LES & JR: All Eyes on Me
- - Davido feat. Uhuru & DJ Buckz: The Sound
- - Diamond & Iyanya: Bum Bum
- - Toofan & DJ Arafat: Apero Remix
- - Stanley Enow & Sarkodie: Njama Njama Cow Remix

### Song of the Year
Mavins: Dorobucci
- Cassper Nyovest: Doc Shebeleza
- Euphonik feat. Mpumi: Busa
- DJ Fisherman & NaakMusiQ featuring DJ Tira, Danger & Dream Team: Call Out
- K.O. feat. Kid X: Caracara
- Lil Kesh feat. Olamide & Davido: Shoki Remix
- Sauti Sol: Sura Yako
- Toofan: Gweta
- Wizkid: Show You the Money
- Yemi Alade: Johnny

### Best Live
Diamond Platnumz
- Big Nuz
- Flavour
- Südafrika
- Toofan

### Video of the Year
Riky Rick: Nafukawa (Regie: Adriaan Louw)
- Seyi Shay feat. Wizkid: Crazy (Regie: Ryan Kruger)
- Prime Circle: Doors (Regie: Clarence Peters)
- Davido feat. Uhuru & DJ Buckz: The Sound (Regie: Sesan)

### Best Pop & Alternative
Jeremy Loops
- Fuse ODG
- Jimmy Nevis
- Nneka
- Prime Circle

### Best Francophone
DJ Arafat
- Jovi
- Laurette le Pearle
- Elfenbeinküste
- Toofan

### Best Lusophone
Ary
- B4
- Nelson Freitas
- NGA
- Yuri Da Cunha

### Personality of the Year
Trevor Noah
- Basketmouth
- Bonang Matheba
- OC Ukeje
- Yaya Toure

### MAMA Evolution
D’Banj

### Best International
Nicki Minaj
- Beyoncé
- Big Sean
- Chris Brown
- Nicki Minaj
- Rihanna

### Artist of the Decade
P-Square

### MTV Base Leadership Award
Saran Kaba Jones & S’Bu Mavundla